# Língua venda
Venda é umas das 11 línguas oficiais da África do Sul. É uma língua bantu, da família Níger-Congo e próxima da língua tsonga, também falada na mesma região, a província do Limpopo.[carece de fontes?] É a língua dos lembaa.

## Falantes
A maior parte dos falantes de Venda vive na África do Sul, havendo também alguns no Zimbábue. Durante o período do Apartheid na África do Sul, o Bantustão de Venda foi destinado a abrigar todos os falantes de Venda do país, alegadamente a fim de autodeterminação.

## Distribuição geográfica
| 0–20% 20–40% 40–60% |  | 60–80% 80–100% |

| <1 /km² 1–3 /km² 3–10 /km² 10–30 /km² 30–100 /km² |  | 100–300 /km² 300–1000 /km² 1000–3000 /km² >3000 /km² |

Distribuição geográfica do Tshivenda na África do Sul; proporção da população que fala Venda em família

Distribuição geográfica do Tshivenda na África do Sul; densidade dos falantes em família do Venda.

Venda é falada por cerca de 666 mil pessoas no nordeste da África do Sul, provincial de Limpopo, bem como por 84 mil pessoas no Zimbábue. Zimbabwe.

## Escrita
A língua Venda usa o alfabeto latino com cinco letras adicionais acentuadas; há 4 consoantes com “ascento circunflexo” sob a mesma (ḓ, ḽ, ṋ, ṱ) e uma com um “ponto superior” (ṅ). As letras C, J e Q que são usadas só em palavras ou nomes de origem estrangeira.
| A a | B b | (C c) | D d   | Ḓ ḓ | E e | F f   |  |
| G g | H h | I i   | (J j) | K k | L l | Ḽ ḽ   |  |
| M m | N n | Ṋ ṋ   | Ṅ ṅ   | O o | P p | (Q q) |  |
| R r | S s | T t   | Ṱ ṱ   | U u | V v | W w   |  |
| X x | Y y | Z z   |       |     |     |       |  |

| letra(s) | valor em IPA  | notas                                                    |
| -------- | ------------- | -------------------------------------------------------- |
| a        | [a]           |                                                          |
| b        | [b]           |                                                          |
| bv       | [b̪v]          |                                                          |
| bw       | [bɣw] or [bj] | Varia por dialeto                                        |
| d        | [d]           |                                                          |
| dz       | [d͡z]          |                                                          |
| dzh      | [d͡ʒ]          | como o "j" do Inglês                                     |
| dzw      | [d͡zw]         |                                                          |
| ḓ        | [d̪]           |                                                          |
| e        | [ɛ], [e]      |                                                          |
| f        | [f]           |                                                          |
| fh       | [ɸ]           |                                                          |
| g        | [ɡ]           |                                                          |
| h        | [ɦ], [h]      | Pronúncia h] diante de e.                                |
| hw       | [ɣw]          |                                                          |
| i        | [i]           |                                                          |
| k        | [kˀ]          |                                                          |
| kh       | [kʰ]          |                                                          |
| khw      | [kʰw]         |                                                          |
| l        | [ɭ]           |                                                          |
| ḽ        | [l̪]           |                                                          |
| m        | [m], [m̩]      | M é uma sílaba, [m̩], quando sílaba seguinte começa c/ m. |
| n        | [n], [n̩]      | N é uma sílaba, quando sílaba seguinte começa c/ n.      |
| ng       | [ŋɡ]          |                                                          |
| ny       | [ɲ]           |                                                          |
| nz       | [nd͡z]         |                                                          |
| ṋ        | [n̪]           |                                                          |
| ṅ        | [ŋ]           |                                                          |
| ṅw       | [ŋw]          |                                                          |
| o        | [ɔ], [o]      |                                                          |
| p        | [pˀ]          |                                                          |
| ph       | [pʰ]          |                                                          |
| pf       | [p̪f]          |                                                          |
| pfh      | [p̪fʰ]         |                                                          |
| r        | [ɾ]           |                                                          |
| s        | [s]           |                                                          |
| sh       | [ʃ]           |                                                          |
| sw       | [ʂ]           |                                                          |
| t        | [tˀ]          |                                                          |
| th       | [tʰ]          |                                                          |
| ts       | [t͡s]          |                                                          |
| tsh      | [t͡ʃʰ]         |                                                          |
| tsw      | [t͡sw]         |                                                          |
| ty       | [c]           |                                                          |
| ṱ        | [t̪]           |                                                          |
| ṱh       | [t̪h]          |                                                          |
| u        | [u]           |                                                          |
| v        | [v]           |                                                          |
| vh       | [β]           |                                                          |
| w        | [w]           |                                                          |
| x        | [x]           | Como o ch escocês de 'loch.'                             |
| y        | [j]           |                                                          |
| z        | [z]           |                                                          |
| zh       | [ʒ]           |                                                          |
| zw       | [ʐ]           |                                                          |

### Unicode
As letras extratem os seguintes nomes em Unicode;
- Ḓ U+1E12 Letra maiúscula latina D com circunflexo em baixo
- ḓ U+1E13 Letra minúscula latina D com circunflexo em baixo
- Ḽ U+1E3C Letra maiúscula latina L com circunflexo em baixo
- ḽ U+1E3D Letra minúscula latina D com circunflexo em baixo
- Ṅ U+1E44 Letra maiúscula latina N com ponto superior
- ṅ U+1E45 Letra minúscula latina N com ponto superior
- Ṋ U+1E4A Letra maiúscula latina N com circunflexo em baixo
- ṋ U+1E4B Letra minúscula latina N com circunflexo em baixo
- Ṱ U+1E70 Letra maiúscula latina T com circunflexo em baixo
- ṱ U+1E71 Letra minúscula latina T com circunflexo em baixo

## Amostra de texto
Venda
Vhathu vhoṱhe vha bebwa vhe na mbofholowo nahone vha tshi lingana siani ḽa tshirunzi na pfanelo. Vhathu vhoṱhe vho ṋewa mihumbulo na mvalo ngauralo vha tea u konou farana sa vhathu vhathihi.
Português
Todos os seres humanos nascem livres e iguais em dignidade e direitos. São providos de razão e consciência e devem agir uns em relação aos outros num espírito de fraternidade. (Artigo 1 da Declaração Universal dos Direitos Humanos)

### Softwares
- «Verificação ortográfica para OpenOffice.org e Mozilla». ,
- «OpenOffice.org Open Ofice». , *Mozilla Firefox,  *Mozilla Thunderbird email - Venda
- «Translate.org.za Projeto p/ traduzir Free and Open Source Software para todas lingual da África do Sul – inclui Venda»
- «Teclado com letras extra do Venda»